# Christine Hargin
Christine Hargin (24 gennaio 1980) è un'ex sciatrice alpina svedese.
È sorella di Janette e Mattias, a loro volta sciatori alpini di alto livello.

## Biografia
Originaria di Huddinge e attiva in gare FIS dal novembre del 1995, la Hargin esordì in Coppa Europa il 24 gennaio 1997 ad Annaberg in slalom speciale (37ª) e in Coppa del Mondo il 19 febbraio 2000 a Åre in discesa libera, senza completare la prova. Conquistò il primo podio in Coppa Europa il 7 dicembre 2000 a Serre Chevalier in slalom speciale (2ª); in Coppa del Mondo i suoi migliori piazzamenti furono due diciannovesimi posti, entrambi ottenuti in slalom speciale nel 2001 (il 18 febbraio a Garmisch-Partenkirchen e il 22 novembre a Copper Mountain).
Conquistò l'ultimo podio in Coppa Europa il 27 gennaio 2004 a Roccaraso in slalom gigante (3ª) e prese per l'ultima volta il via in Coppa del Mondo l'8 febbraio successivo a Zwiesel in slalom speciale, senza completare la prova. Si ritirò all'inizio della stagione 2004-2005 e la sua ultima gara fu lo slalom gigante di Coppa Europa disputato il 7 dicembre a Ål, chiuso dalla Hargin al 29º posto; in carriera non prese parte a rassegne olimpiche o iridate.

## Palmarès

### Coppa del Mondo
- Miglior piazzamento in classifica generale: 102ª nel 2002

### Coppa Europa
- Miglior piazzamento in classifica generale: 111ª nel 2004
- 3 podi:
  - 1 secondo posto
  - 2 terzi posti

### Campionati svedesi
- 2 medaglie (dati parziali):
  - 1 argento (slalom speciale nel 2003)
  - 1 bronzo (slalom gigante nel 2004)